# Элуйд ап Ферфердэн
Элуйд ап Ферфердэн (валл. Eluid ap Fferferdyn; умер около 890 года) — король Керниу (876—890). Известен исключительно по родословной из «Книги Баглана» (XVII век).

## Биография
К 880-м годам Уэссекс получил контроль над, по крайней мере, частью Корнуолла, где Альфред Великий имел поместья.